# SLUB

Emblema

La SLUB, biblioteca universitaria del land di Sassonia, (nome originale: Sächsische Landesbibliothek) di Dresda è la biblioteca statale (Staatsbibliothek) della Sassonia nonché la biblioteca universitaria dell'Università Tecnica di Dresda. È uno dei principali archivi della Germania. I suoi tesori, raccolti in oltre quattro secoli, furono ospitati presso il Palazzo giapponese e in alcuni archivi temporanei per lungo tempo, finché nel 2002 non hanno trovato collocazione in un nuovo edificio.
Dal 1485, la città di Dresda fu la sede dei Wettin del ramo albertino, duchi di Sassonia, che dal 1547 divennero principi elettori. La biblioteca venne fondata nel 1556 quando Augusto I di Sassonia iniziò sistematicamente ad acquisire libri specialistici e lavori letterari. Il principe stesso esaminò la lista dei libri offerti alla fiera del libro di Lipsia, la più grande e importante città nel suo stato, la cui biblioteca aveva ricevuto il patrimonio librario delle case religiose sciolte dalla Riforma. Inoltre, egli istruì i suoi diplomatici affinché acquistassero rari e preziosi libri all'estero. Durante la prima metà del XVIII secolo, sotto due governanti, Augusto II di Polonia e suo figlio, Augusto III di Polonia, Dresda divenne il principale centro culturale europeo. La biblioteca di corte divenne una vera biblioteca di stato per la Sassonia, incorporando molti manoscritti, carte geografiche e libri da diverse collezioni private, con alcuni acquisti eccezionali, come il Codex Dresdensis (un codice Maya, acquistato nel 1736). Nel 1727, la biblioteca venne spostata in due ali del palazzo Zwinger. Quando Federico II di Prussia bombardò Dresda nel 1760, parte della biblioteca bruciò. Alla fine del XVIII secolo la biblioteca divenne troppo grande per lo spazio disponibile allo Zwinger e quindi migrò allo Japanisches Palais. Nel 1788 venne aperta al pubblico. In seguito alla proclamazione della Repubblica di Weimar nel 1919, essa divenne ufficialmente la Biblioteca Statale Sassone.

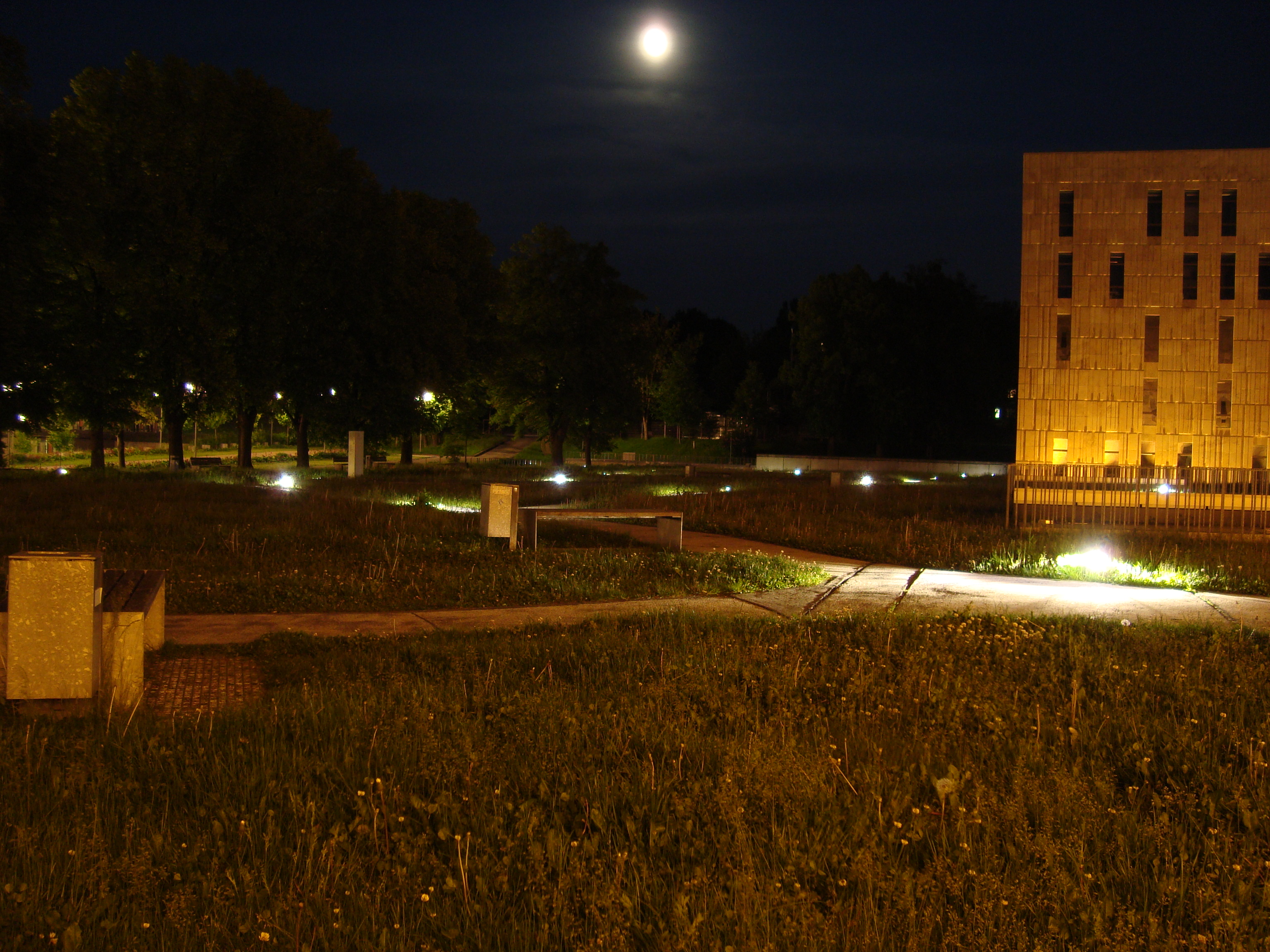
Il tetto erboso e il complesso meridionale della biblioteca

Con l'inizio della seconda guerra mondiale, i possedimenti più preziosi della biblioteca furono distribuiti tra 18 castelli e diversi uffici che non rappresentavano obbiettivi militari e dunque la maggior parte di essi sopravvisse ai bombardamenti del febbraio e marzo 1945 da parte delle forze aeree britanniche e statunitensi che distrussero i precedenti edifici occupati dalla biblioteca e l'intero centro storico di Dresda; tuttavia si persero circa 200.000 volumi contenenti manoscritti del XX secolo e alcuni manoscritti musicali unici, compresi diversi lavori di Tomaso Albinoni.
L'unione con la biblioteca universitaria della Technische Universität di Dresda nel 1996 rinvigorì la ricerca di una nuova struttura permanente atta ad ospitare entrambe le biblioteche. Lo spostamento nel nuovo complesso progettato da Ortner & Ortner si concluse nel 2002. Con oltre 7 milioni di pezzi, la biblioteca è una delle più grandi d'Europa.